# Paracerceis gilliana
Paracerceis gilliana är en kräftdjursart som först beskrevs av Richardson 1899.  Paracerceis gilliana ingår i släktet Paracerceis och familjen klotkräftor. Inga underarter finns listade i Catalogue of Life.